# Комерціалізація
Комерціалізація (від англ. commerce — комерція, торгівля) — це діяльність особи або організації спрямована на отримання прибутку. Це поняття є невід'ємною частиною створення нового продукту або модифікацією вже існуючого з метою виходу на ринок, і в свою чергу — отримання прибутку. Іншими словами, це скоординовані технічні та бізнесові процеси прийняття рішень та їх виконання, необхідних для успішної трансформації нового продукту або послуги від концепції до ринку. Це передбачено тим, що ідея або набір технологій не являють собою продукт зрозумілий кінцевому споживачу, необхідні деякі модифікації та удосконалення, після яких буде сформовано повноцінний продукт який можна буде просувати на ринок. Тому головною метою комерціалізації має бути повна відповідність створюваного продукту вимогам ринку.

## Сфери застосування
- Комерціалізація в науці — це практичне використання наукових розробок, інноваційних рішень у виробництві товарів або наданні послуг з метою продажу їх з максимальним комерційним ефектом. Полягає в використанні існуючих наукових праць, винаходів, рішень, теорем.
- Комерціалізація інтелектуальної власності — процес використання продуктів інтелектуальної праці в комерційній діяльності підприємств та організацій. Даний процес включає передачу прав інтелектуальної власності від власника до власника на оплатній основі. Але комерціалізація інтелектуальної власності це не тільки купівля і продаж прав, для власників це ще і можливість використання цих прав як, наприклад, внеску в статутний капітал або застави по кредиту.
- Комерціалізація технологій — це діяльність спрямована на отримання доходу шляхом використання технології(як правило сучасної, яка користується попитом серед споживачів), або набору технологій шляхом вдалого їх поєднання, і як наслідок — створення унікального продукту.
- На рівні державного менеджменту — цей процес, як правило, відбувається шляхом приватизації державних підприємств, і як наслідок, збільшенням комерційних підприємств.